# Кристоф Вилхелм фон Целкинг
Кристоф Вилхелм фон Целкинг (на немски: Christoph/Christopher Wilhelm von Zelking; * 1575; † 27 април 1631, Виена) e австрийски фрайхер от стария род Целкинг в днешните Долна Австрия и Горна Австрия.

## Живот
Той е син на Карл Лудвиг фон Целкинг (1531 – 1580) и съпругата му Урсула от Прага (1544 – 1592), дъщеря на фрайхер Андреас фон Праг (1514 – 1569) и Катарина Магдалена фон Ламберг († 1569). Кръстници на баща му са императорът и сестра му кралица Мария от Унгария.
Господарите фон Целкинг са в свитите, верни на Бабенбергите и Хабсбургите, и често имат висши служби. Те са известни преди всичко с културните си постижения.
През 1629 г. Кристоф Вилхелм трябва да продаде господствата Вайнберг и Леонщайн. Той умира на 56 години на 27 април 1631 г. във Виена и е погребан в църквата на Целкинг. Синът му Лудвиг Вилхелм умира 1634 г. бездетен на 28 години и е погребан до него. Така господарите фон Целкинг се разделят на множество линии и след дълги наследствени конфликти тяхното наследство отива на родовете Полхайм и Цинцендорф. Потомците на дъщери на господарите фон Целкинг са доказани в европейските кралски домове.

## Фамилия
Първи брак: на 15 януари 1596 г. с графиня Естер фон Хардег-Глац и в Махланде (* ок. 1567; † пр. 1614), дъщеря на граф Бернхард фон Хардег и в Махланде († 1584) и Анна Сузана фон Лихтенщайн (1549 – (? 1596) 1613). Те имат децата:
- Анна Аполония фон Целкинг (1603 – 1646), господарка на Дюрнщайн и Тал Вахау, омъжена на 4 май 1627 г. във Фрайдег, Долна Австрия, за фрайхер Ото Хайнрих фон Цинцендорф и Потендорф (* 1605, Потендорф, Долна Австрия; † 28 март 1655, Виена)
- Лудвиг Вилхелм фон Целкинг (* 1606; † 10 април 1634, Целкинг), кемерер на Фердинанд II, женен 1631 г. женен за Максимилиана фон Цинцендорф и Потендорф, сестра на втората му мащеха.

Втори брак: през 1614 г. с графиня Мария Магдалена фон Хардег-Глац и в Махланде († 1626), дъщеря на граф Хайнрих II фон Хардег († 1577) и графиня Анна Мария фон Турн-Валсасина († 1597). Бракът е бездетен.
Трети брак: през 1628 г. с графиня Анна Елизабет фон Цинцендорф и Потендорф († 28 септември 1659), дъщеря на Йохан Йоахим фон Цинцендорф-Потендорф (1570 – 1626) и Мария Юдит фон Лихтенщайн-Фелдсберг (1575 – 1621). Бракът е бездетен.
Вдовицата му Анна Елизабет фон Цинцендорф и Потендорф се омъжва втори път на 10 април 1635 г. във Виена за граф Конрад Балтазар фон Щархемберг (1612 – 1687) и има с него три деца.